# ۱۰۲۱ (قمری)
۱۰۲۱ (قمری)، هزار و بیست و یکمین سال در گاهشماری هجری قمری است. اول محرم این سال برابر با چهارم مارس سال ۱۶۱۲ میلادی است.